# Перм (аеропорт)

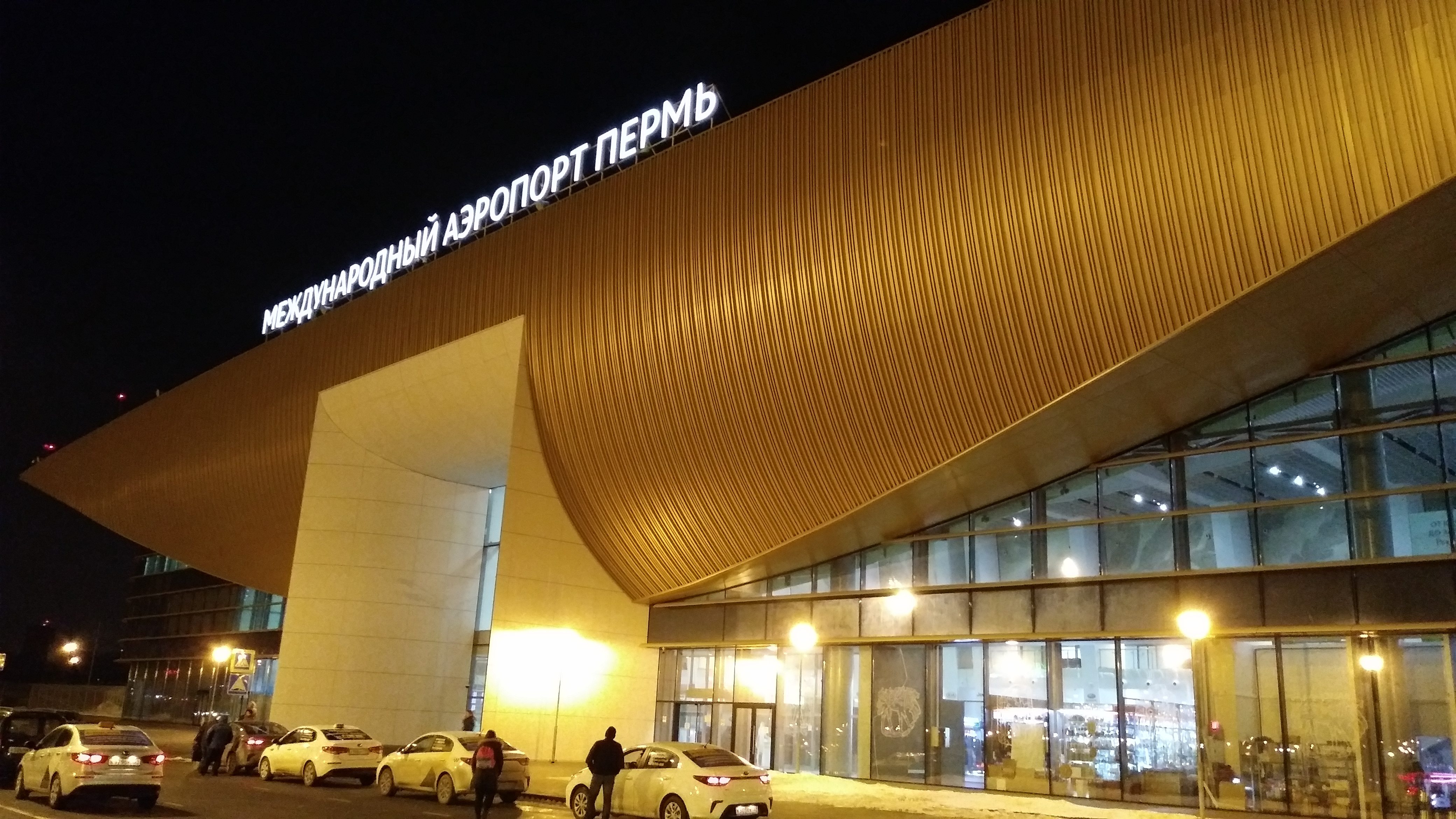
Термінал, квітень 2018

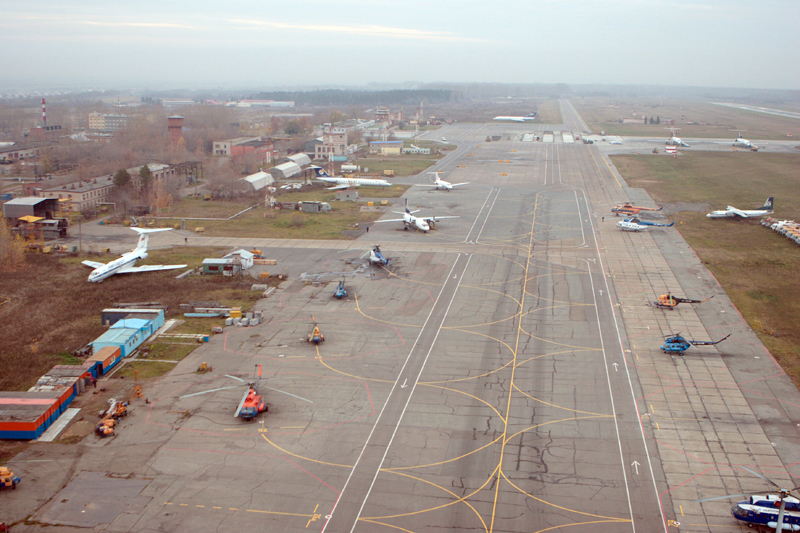
Перон

Перм (рос. Большое Савино) — аеродром подвійного базування, розташований за 17,6 км на північний захід від центру міста на території Пермського району, поблизу села Велике Савіно. Тут знаходиться «Міжнародний аеропорт Перм» або «Перм (Велике Савіно)» — міжнародний аеропорт спільного базування федерального значення міста Перм. Також тут базується 764-й гвардійський винищувальний авіаційний полк 21-ї змішаної авіаційної дивізії, оснащений літаками МіГ-31К та МіГ-31БСМ.

## Історія

### 764-й винищувальний авіаційний полк
З 1952 року аеродром існував як військовий. Тут базувався 764-й винищувальний авіаційний полк, який був частиною 87-ї авіадивізії ППО СРСР .
1 травня 1960 року в уральському небі було збито американський літак-розвідник U-2, який пілотував льотчик Френсіс Гері Пауерс. Виліт по перехвату порушника виконувала пара винищувачів МіГ-19 з 764-го полку, які пілотували льотчики Борис Айвазян і Сергій Сафронов. Під час операції по збиттю U-2 cтарший лейтенант Сафронов загинув.
1 червня 2009 року в результаті реформи збройних сил 764-й ВАП було перетворено на 6977-ю авіаційну базу другого розряду. З 1 грудня наступного року авіабаза була переформована в Пермську авіаційну групу 6980 авіабази, що дислокується на челябінському аеродромі Шагол. 
В грудні 2016 року 764-й ВАП було відновлено.

### Історія аеропорту
Через обмежені можливості пермського аеропорту Бахарєвка і відсутністю площі для розширення військовий аеродром в середині 1960-х років був дооснащений, 15 лютого 1965 року на його базі офіційно відкрито новий аеропорт внутрішніх ліній — Велике Савіно. 
Першим рейсом з аеропорту Велике Савіно став переліт літака Іл-18 за маршрутом «Свердловськ — Перм — Москва» і назад. У листопаді 1965 року у Великому Савіно було закінчено будівництво перону та стоянок повітряних суден. А 16 лютого 1967 року — здано в експлуатацію будівлю аеровокзалу, що експлуатується понині.
У 1993 році аеропорт Велике Савіно отримав статус міжнародного
У 2002—2003 роках в аеропорту Велике Савіно НВО «Космос» була проведена реконструкція злітно-посадкової смуги, її довжину збільшили з 2500 до 3200 м, що дозволило аеропорту приймати повітряні судна всіх типів, без обмежень.
У 2012 році, через збільшення авіатрафіку та необхідності регіональних польотів, уряд почав розробляти проєкт модернізації, який містить новий пасажирський термінал з річним пасажирообігом 2 млн пасажирів до 2020 року, а також інші незначні покращення. До 2035 року передбачається подвоїти площу терміналу, а також будівництво багаторівневих автостоянок, офісних приміщень, готелів, торгових центрів та ангарів..
Новий термінал було офіційно відкрито 30 листопада 2017 року.

## Аеропорт
Аеропорт є власністю Пермського краю і експлуатується спільно АТ «Міжнародний аеропорт Перм» та Міністерством оборони РФ.
Діє трубопровід для транспортування авіаційного гасу з нафтопереробного підприємства «Лукойл». Можлива будь-яка заправка будь-яких типів ПС авіаційним паливом.
Аеропорт «Перм» має вантажний термінал потужністю до 10000 тонн, склади тимчасового зберігання, здійснює митне оформлення. Вантажний термінал оснащений обладнанням по наземній обробці вантажу: автомобілями для перевезення вантажів від/до ПС, дизельними навантажувачами, електронними та механічними вагами, пневмовізками, дооглядовим обладнанням, системою радіаційного контролю. Пропускна спроможність діючих складських приміщень становить 45 тонн на добу або 17 тисяч тонн на рік.
На аеродромі дислокована військова авіація (6980-2 авіаційна група «Сокіл» МО РФ — винищувачі МіГ-31) У 2013 році авіагрупа ЦВО «Велике Савіно» поповнилася 3 винищувачами-перехоплювачами МіГ-31Б
Міжнародний аеропорт «Перм» (Велике Савіно) — єдиний аеропорт на території Пермського краю, обслуговуючий регулярні пасажирські перевезення. До осені 2001 року також ще працював аеропорт Березники (Пермський край), з того часу він практично не експлуатується (хоча існують плани відновлення регулярних рейсів Березники — Москва). У 2006 році був закритий другий аеропорт міста Перм — Бахарєвка, звідки виконувалися рейси по місцевим повітряним лініям.

### Авіалінії та напрямки, жовтень 2020
| Авіакомпанія      | Пункт призначення                                                                 |
| ----------------- | --------------------------------------------------------------------------------- |
| Aeroflot          | Москва-Шереметьєво, Ст Петербург                                                  |
| Азимут            | Краснодар, Ростов-на-Дону                                                         |
| Komiaviatrans     | Сиктивкар                                                                         |
| Nordwind Airlines | Москва-Шереметьєво Пхукет                                                         |
| Pobeda            | Москва-Внуково, Ст Петербург Сезонний: Сочі                                       |
| Rossiya           | Ст Петербург Сезонний: Сочі                                                       |
| Royal Flight      | Сезонний: Дубай, Гоа                                                              |
| S7 Airlines       | Москва-Домодєдово, Новосибірськ                                                   |
| Ural Airlines     | Прага                                                                             |
| Utair             | Когалим, Москва–Внуково, Сургут, Волгоград                                        |
| UVT Aero          | Калінінград, Казань, Нар'ян-Мар, Нижньовартовськ, Новий Уренгой, Оренбург, Самара |

### Статистика
|                               | 2006  | 2007  | 2008  | 2009  | 2010   | 2011  | 2012  | 2013  | 2014  | 2015  | 2016  | 2017  |
| ----------------------------- | ----- | ----- | ----- | ----- | ------ | ----- | ----- | ----- | ----- | ----- | ----- | ----- |
| Пасажирообіг (тис. пасажирів) | ▲371  | ▲542  | ▲686  | ▲572  | ▲749,5 | ▲875  | ▲994  | ▲1151 | ▲1319 | ▲1288 | ▲1124 | ▲1338 |
| Авіаційний трафік             | ▲4856 | ▲5667 | ▲6071 | ▲9922 | ▲5124  | ▲6487 | ▲6742 | ▲8363 | ▲9635 | ▲8155 | ▲7361 | ▲7461 |